# Фудзимото, Мики
Мики Фудзимото или Мики Сёдзи (яп. 藤本 美貴 Фудзимото Мики, 26 февраля 1985, Татикава, Хоккайдо) — японский идол, J-pop-певица. В 2002-2009 годах участница Hello! Project: в 2002-2003 годах являлась сольным исполнителем в рамках проекта, в 2003-2007 годах участница шестого поколения J-Pop-группы Morning Musume, кроме того входила в состав таких групп, как Odoru 11 (2002), Gomattou (2002), 11WATER (2003), Country Musume (2003-2004), Morning Musume Otomegumi (2003-2004), H.P. All Stars (2004), Sexy Otonajan (2005), GAM (2006-2009). Фудзимото — фамилия певицы до 2009 года, в настоящее время является девичьей и сценической фамилией. После замужества в 2009 году взяла фамилию Сёдзи (яп. 庄司).

## Биография
Мики Фудзимото дебютировала в мире развлечений в октябре 2001 года в передаче «Син бисёдзё никки» (яп. 新・美少女日記) (TV Tokyo). В 2002 году начала свою карьеру в качестве сольного исполнителя в Hello! Project. В 2002-2003 годах выпущено 5 соло-синглов и 1 музыкальный альбом. В октябре 2002 году продюсер Цунку  объединяет Мики вместе с двумя другими участницами Hello! Project Аей Мацурой и Маки Гото в группу «Gomattou». Группа выпустила один сингл «SHALL WE LOVE?».
После успешного выступления в предновогодней программе «Kohaku Uta Gassen» продюсер сделал неожиданное заявление, что в 2003 году Мики войдет в состав Morning Musume, как часть шестого поколения исполнителей. В этом же году Мики была принята в состав группы «Country Musume» вместе с Асами Конно. Также в разные годы Мики состояла в группах Odoru 11, 11 Water, H.P. All Stars и «Sexy Otonajan».
В 2003 году, когда Morning Musume была поделена на две подгруппы, чтобы группа могла совершать поездки по большему количеству городов, Мики перешла в подгруппу «Morning Musume Otomegumi».
С февраля 2004 года Мики входит в состав спортивной команды Gatas Brilhantes H.P. по футзалу.
После неожиданного ухода лидера группы Morning Musume Мари Ягучи в апреле 2005 года Мики становится сублидером группы, поддерживающей Хитоми Ёсидзава как нового лидера.
15 июня 2006 года Мики Фудзимото и Айа Мацура заявили, что они образуют новый дуэт в Hello! Project — «GAM». Название образовано от первых букв «Great Aya and Miki» (Великолепная Айа и Мики). Их дебютный сингл «Thanks!» вышел 13 сентября 2006 года.
6 мая 2007 г. на концерте Morning Musume состоялся «выпуск» лидера группы Хитоми Ёсидзава, а новым лидером самой популярной в Японии гёрл-группы стала Мики Фудзимото.
1 июня 2007 года состоялся "выпуск" из группы Morning Musume.
23 апреля 2008 года выпущен новый соло-сингл «Okitegami».
31 марта 2009 года окончила Hello! Project.

## Дискография

### Синглы
- Aenai Nagai Nichiyōbi (яп. 会えない長い日曜日) (13 марта 2002 года)
- Sotto Kuchizukete Gyutto Dakishimete (яп. そっと口づけて ギュッと抱きしめて) (12 июня 2002 года)
- Romantic Ukare Mode (яп. ロマンティック 浮かれモード) (4 сентября 2002 года)
- Boyfriend (яп. ボーイフレンド) (7 ноября 2002 года)
- Boogie Train '03 (яп. ブギートレイン'03) (5 февраля 2003 года)
- Okitegami (яп. 置き手紙) (23 апреля 2008 года)

### Альбомы
- MIKI① (26 февраля 2003 года)

## Личная жизнь
С марта 2009 года замужем за комедиантом и певцом Томохару Сёдзи. В браке родились сын (родился 27 марта 2012 года) и дочь (родилась 1 августа 2015 года).